# Fanny Krumpholtz Pittarová
Louisa Françoise „Fanny“ Therese Pittar (rozená Krumpholtzová, 1781, Paříž – 1862, Brighton) byla česko-francouzská harfenistka a hudební skladatelka. 

## Život
Fanny Krumpholtzová se narodila v Paříži jako dcera českého harfenisty a skladatele Jana Křtitele Krumpholtze (1742–1790) a jeho manželky Anne-Marie Krumpholtzové. 
Vévodkyně Luisa Marie Bourbonská, manželka orleánského vévody Ludvíka Filipa II. a matka krále Ludvíka Filipa I., se po smrti Jana Křtitele zavázala vychovat Fanny jako hudebnici u francouzského dvora. Touto adopcí se Fanny stala adoptivní sestrou krále Ludvíka Filipa a žila u francouzského dvora. 
Během francouzské revoluce byla Fanny poslána vévodkyní de Bourbon do Anglie, aby žila s hrabětem Yorkem z Hardwicke a jeho manželkou na jejich panství Wimpole. 

## Manželství a potomstvo
V roce 1813 se Fanny Krumpholtzová v kostele sv. Jakuba v londýnském Westminsteru provdala za obchodníka s diamanty a obchodníka s uměním Isaaca Pittara. Manželé měli několik dětí: Frances Mary Jane Pittar, Isaac John Pittar, Louisa Margaret Pittar a Caroline.
Po mnoho let žila Fanny se svou rodinou v Brightonu ve Východním Sussexu.

## Spisy
Fanny publikovala jako Mrs. Pittar. Rukopisná kniha její práce byla vydána v roce 1811 a je k dispozici v Britské knihovně. 
Mezi její hudební díla patří:
- skladby pro harfu
- Dedans mon petit Reduit?
- A Military Divertimento / Vojenské divertimento